# Hotelratten
Pour plus de détails, voir Fiche technique et Distribution.
Hotelratten (en français Rats d'hôtel) est un film allemand  muet réalisé par Jaap Speyer, sorti en 1927.

## Synopsis
Le chic Continental-Hotel est en proie depuis un certain temps à un voleur de bijoux qui a déjà pillé de nombreux clients fortunés. M. et Mme Lilian Bellman et leur charmante fille Ethel séjournent également actuellement ici. Un mystérieux client de l'hôtel nommé Jenkins, dont personne ne connaît exactement l'existence, essaie de se faire particulièrement remarquer par la jeune fille. Mais elle n’est pas intéressée et repousse durement le prétendant insistant. Lorsque Jenkins retourne dans sa chambre d'hôtel, il surprend un cambrioleur. L'Américain sort son revolver et le voleur demande grâce. Jenkins a une idée géniale. Il veut utiliser l'homme capturé pour un plan sophistiqué de vengeance contre Ethel, qui l'a laissé tomber. Jenkins transforme l'homme en un certain Prince Ladrone (larron en italien).
Pour Jenkins, cependant, les choses se déroulent le lendemain complètement différemment de ce qui était prévu : au début, il est perplexe lorsque le lendemain, « son » cambrioleur descend en parfaite forme sous le nom de prince Ladrone, puis une proche parente, la princesse Ladrone, la salue chaleureusement, comme si elle se connaissait toutes les deux depuis des lustres. Puis il se passe autre chose qui lui convient encore moins : Ethel se trompe de prince et semble être tombée amoureuse de lui. Lilian Bellmann semble également avoir un intérêt plus que évident pour le beau jeune homme. Les choses évoluent rapidement et bientôt le père Bellman, pour ne pas se compromettre, est contraint d'annoncer les fiançailles de sa fille avec le prince Ladrone.
Mais maintenant, Jenkins croit avoir atteint son objectif : il accuse publiquement le prince d'être le voleur de bijoux tant recherché, sur quoi le jeune homme se précipite dehors. Le personnel de l'hôtel lui court après. Lors de sa fuite, le faux prince rencontre un petit singe dressé qui vient de voler les bijoux de Mme Bellmann et n'a pas encore livré la marchandise à son propriétaire. Ladrone poursuit la créature devant lui jusqu'à ce qu'elle se jette sur Jenkins et cherche sa protection. Cela expose Jenkins comme le voleur de bijoux, surnommé le « rat d'hôtel » au sein de l’industrie. En fin de compte, tout s'effondre : le « Prince » et la « Princesse » sont en fait des employés du service d'enquête criminelle et suivent Jenkins depuis longtemps. Pour le convaincre de ce fait, ils ont dû jouer à cette mascarade. Lorsque Bellmann s'en rend compte, il ne s'oppose plus à ce que sa fille soit effectivement fiancée au gardien de la loi.

## Fiche technique
- Titre original : Hotelratten
- Réalisation : Jaap Speyer
- Scénario : Johannes Brandt
- Compositeur : Hans May
- Direction artistique : Otto Voelckers (de), Peter Rochelsberg
- Costumes : Walter Wesener
- Photographie : Hans Karl Gottschalk (de)
- Société de production : Ewe-Film GmbH
- Société de distribution : Süd-Film
- Pays de production : Allemagne  République de Weimar
- Langue : allemand
- Format : Noir et blanc - 1,33:1 - 35 mm
- Genre : Policier
- Durée : 78 minutes
- Date de sortie :
  - Allemagne  République de Weimar : 14 avril 1927.

## Distribution
- Nils Asther : Le prince Ladrone
- Ellen Kürti : La princesse Ladrone
- Alfred Gerasch : Jenkins
- Hans Mierendorff : Mr. Bellmann
- Mia Pankau (de) : Lilian Bellmann, son épouse
- Hélène Hallier : Ethel Bellmann, leur fille
- Carl Fenz : Professeur Behlings
- Julius von Szöreghy : le serveur

## Production
Hotelratten est produit à Munich-Geiselgasteig entre février et mai 1927 et passe la censure cinématographique le 6 avril 1927. Le film mesure 1 970 m de long, divisé en six actes.

## Source de traduction
- (de) Cet article est partiellement ou en totalité issu de l’article de Wikipédia en allemand intitulé « Hotelratten » (voir la liste des auteurs).